# Let’s Get to It Tour
Let’s Get to It Tour – trzecia trasa koncertowa Kylie Minogue z 1991 r. Obejmowała 12 koncertów w Europie. Promowała czwarty studyjny album piosenkarki Let’s Get to It.

## Program koncertów
1. „Step Back In Time”
2. „Wouldn't Change a Thing”
3. „Got to Be Certain”
4. „Always Find the Time”
5. „Enjoy Yourself”
6. „Tears On My Pillow”
7. „Secrets”
8. „Let’s Get to It”
9. „World Is Out”
10. „Finer Fellings”
11. „I Should Be So Lucky” (wydłużony mix)
12. „Love Train”
13. „If You Were With Me Now”
14. „Je Ne Sais Pas Pourqoui”
15. „Too Much of a Good Thing”
16. „Hand on Your Heart”
17. „What Do I Have to Do?”

Bisy:
1. „I Guess I Like It Like That”
2. „The Loco-Motion”
3. „Shocked”
4. „Better the Devil You Know”

## Lista koncertów
1. 25 października 1991 – Plymouth, Anglia – Plymouth Pavillions
2. 26 października 1991 – Birmingham, Anglia – NEC Arena
3. 27 października 1991 – Nottingham, Anglia – Nottingham Royal Concert Hall
4. 29 października 1991 – Londyn, Anglia – Wembley Arena
5. 30 października 1991 – Londyn, Anglia – Wembley Arena
6. 31 października 1991 – Manchester, Anglia – Manchester Apollo
7. 1 listopada 1991 – Whitle Bay, Anglia – Whitle Bay Ice Rink
8. 3 listopada 1991 – Aberdeen, Anglia – AECC Arena
9. 4 listopada 1991 – Edynburg, Szkocja – Edinburgh Playhouse
10. 5 listopada 1991 – Edynburg, Szkocja – Edinburgh Playhouse
11. 6 listopada 1991 – Sheffield, Anglia – Sheffield City Hall
12. 8 listopada 1991 – Dublin, Irlandia – Point Theatre

## Personel

### Zespół akompaniujący Kylie Minogue
- Keyboardy: Adrian Scott
- Perkusja: John Creech
- Gitara: Jamie Jardine
- Gitara basowa: Craig Newman
- Keyboardy: Tania Smith
- Chórki: Jamie O’Neal, Susie Ahern, Jamie Ulave
- Tancerze: Venol John, Richard Allen, Cosima Dusting, Simone Kay, Mitchell Barlett

### Personel techniczny
- Produkcja tournée: Kylie Minogue
- Administrator: Terry Blarney
- Reżyser muzyki: Adrian Scott
- Menadżer tournée: Nick Pitts
- Menadżer produkcji: Henry Crallam
- Menadżer dźwięku: Clive Franks
- Reżyser oświetlenia: Jonathon Smeeton
- Choreografia: Venol John
- Asystent: Yvonne Savage
- Garderoba: John Galliano i Kylie Minogue